# Calanhel
 Calanhel  (en bretón Kalanel) es una población y comuna francesa, en la región de Bretaña, departamento de Côtes-d'Armor, en el distrito de Guingamp y cantón de Callac.

## Demografía
| 585 | 522 | 422 | 362 | 318 | 264 |
| Para los censos de 1962 a 1999 la población legal corresponde a la población sin duplicidades (Fuente: INSEE [Consultar]) |     |     |     |     |     |